# Kompania graniczna KOP „Skała”

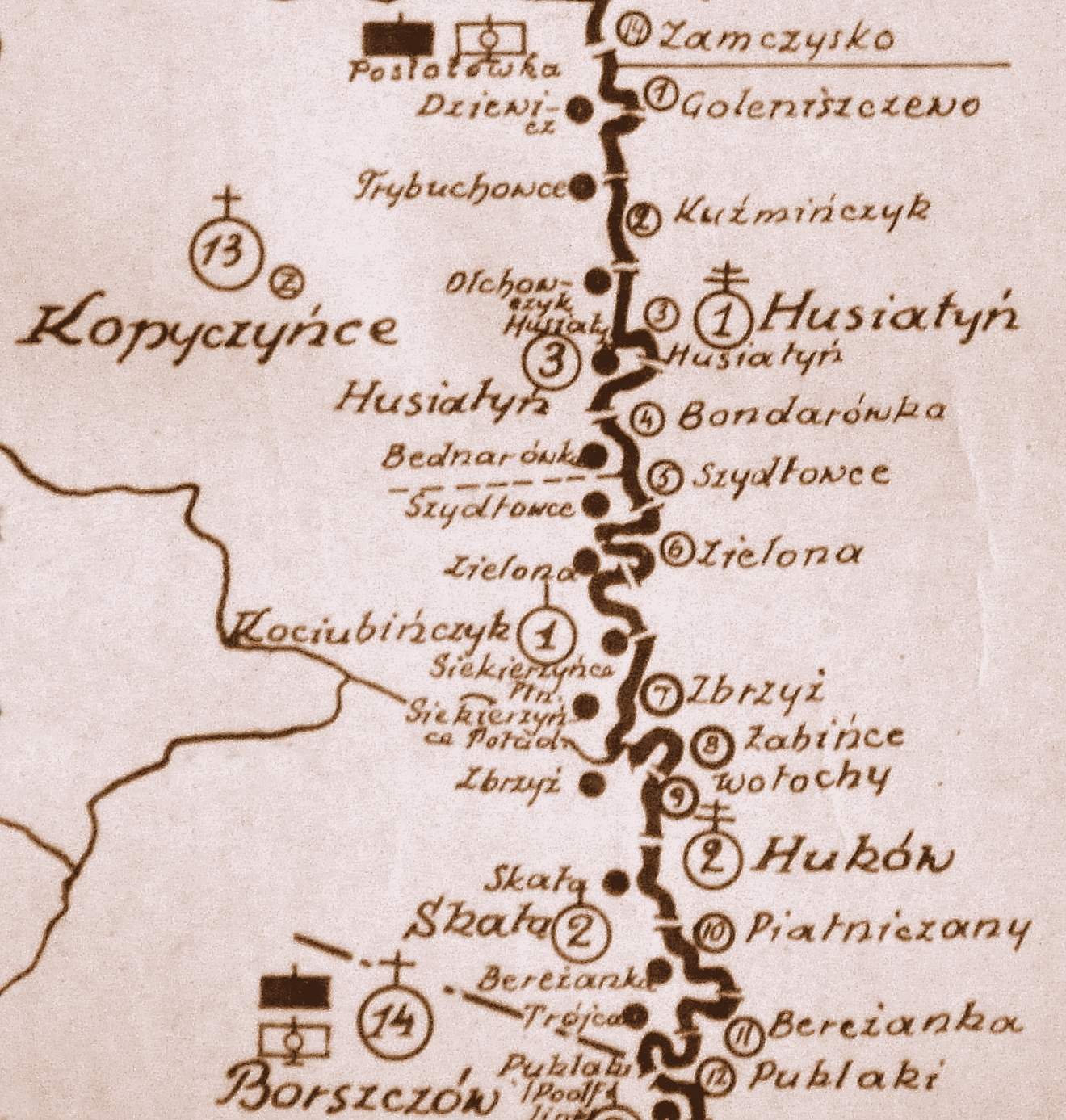
Rozmieszczenie batalionu KOP „Kopyczyńce” w 1931

Kompania graniczna KOP „Skała” – pododdział graniczny Korpusu Ochrony Pogranicza pełniący służbę ochronną na granicy polsko-radzieckiej.

## Formowanie i zmiany organizacyjne
Na podstawie rozkazu Ministra Spraw Wojskowych nr 1600/tjn./O.de B/25, w drugim etapie organizacji Korpusu Ochrony Pogranicza, w terminie do 1 marca 1925 sformowano 13 batalion graniczny , a w jego składzie 2 kompanię graniczną KOP. W listopadzie 1936 kompania liczyła 2 oficerów, 8 podoficerów, 4 nadterminowych i 82 żołnierzy służby zasadniczej.
W 1939 4 kompania graniczna KOP „Skała” podlegała dowódcy batalionu KOP „Borszczów”.

## Służba graniczna
Podstawową jednostką taktyczną Korpusu Ochrony Pogranicza przeznaczoną do pełnienia służby ochronnej był batalion graniczny. Odcinek batalionu dzielił się na pododcinki kompanii, a te z kolei na pododcinki strażnic, które były „zasadniczymi jednostkami pełniącymi służbę ochronną”, w sile półplutonu. Służba ochronna pełniona była systemem zmiennym, polegającym na stałym patrolowaniu strefy nadgranicznej i tyłowej, wystawianiu posterunków alarmowych, obserwacyjnych i kontrolnych stałych, patrolowaniu i organizowaniu zasadzek w miejscach rozpoznanych jako niebezpieczne, kontrolowaniu dokumentów i zatrzymywaniu osób podejrzanych, a także utrzymywaniu ścisłej łączności między oddziałami i władzami administracyjnymi. Miejscowość, w którym stacjonowała kompania graniczna, posiadała status garnizonu Korpusu Ochrony Pogranicza.
2 kompania graniczna „Skała” w 1934 ochraniała odcinek granicy państwowej szerokości 28 kilometrów 675 metrów. Po stronie sowieckiej granicę ochraniały zastawy „Żabińce”, „Wołochy”, „Piatniczany” i „Bereżanka” z komendantury „Huków” .
Kompanie sąsiednie:
- 1 kompania graniczna KOP „Kociubińczyki” ⇔ 2 kompania graniczna KOP „Turylcze” – 1928[7], 1929[8], 1931[6] , 1932[9], 1934[10], 1938[11]

## Działania kompanii we wrześniu 1939
17 września 1939 na batalion KOP „Borszczów” kpt. Krakowskiego, strzegący granicy polsko-radzieckiej i polsko-rumuńskiej uderzyły główne siły 5 Korpusu Kawalerii komdiwa Ganina, 13 Korpusu Strzeleckiego komdiwa Nikołaja Kiriłłowa, część sił 25 Korpusu Pancernego komdiwa Riepina i 23 Oddziału Wojsk Pogranicznych NKWD.
4 kompania graniczna „Skała” atakowana była głównie przez pododdziały 5 KK. Zaskoczona atakiem strażnica „Bereżanka” w trakcie walki została zniszczona. Zginął dowódca strażnicy i prawdopodobnie cała załoga. Również strażnica „Zbrzyż” została zniszczona w walce. Dowódca z częścią załogi dostał się do niewoli. Strażnica „Skała” oraz pluton odwodowy przed godziną 6:00 17 września wycofywały się w kierunku Borszczowa tocząc walki z pododdziałami kawalerii nieprzyjaciela. Dowódca kompanii w swej relacji sporządzonej w Szwajcarii tak opisuje wydarzenia w dniu 17 września:

Świt. W wąskiej ulicy prowadzącej z dolnej części miasteczka, „od młyna”, trójkami posuwa się ku nam oddział konny. Zabieram karabin najbliższemu junakowi i oddaję kilka strzałów w kolumnę. Rzucamy kilka granatów. Zatrzymaliśmy pochód nieprzyjaciela. Korzystamy z wytworzonej sytuacji, by pod osłoną zabudowań i ogrodów wyjść ze „Skały”, przebyć otwarte pole za miasteczkiem i osiągnąć skraj lasu. Przestrzeń około jednego kilometra przebyliśmy jednym tchem. Cisza. Każę palić zabrane akta. Ustawiam junaków w dwuszeregu. Przypominam im nasze przygotowanie do dzisiejszego święta i odbieram przysięgę. Ugrupowuję mój oddział w głąb, wysuwając ręczne karabiny maszynowe i lepszych strzelców bliżej lizjery lasu. Widzimy wyjeżdżający ze „Skały” szwadron nieprzyjacielskiej kawalerii. Tym razem w szyku bojowym. Wyznaczeni strzelcy otwierają ogień na sygnał mojego strzału. Odległość 300 do 400 metrów. Padają jeźdźcy, padają konie.

W godzinach południowych 17 września dowódca kompanii rozwiązał złożony przeważnie z junaków pododdział.

## Struktura organizacyjna kompanii
Strażnice kompanii w latach 1928 – 1934 
- strażnica KOP „Zbrzyż”[c]
- strażnica KOP „Skała”[d]
- strażnica KOP „Bereżanka”[e]
- strażnica KOP „Trójca”[f]

Strażnice kompanii w 1938
- strażnica KOP „Zbrzyż”
- strażnica KOP „Skała”
- strażnica KOP „Bereżanka”

Organizacja kompanii 17 września 1939:
- dowództwo kompanii
- pluton odwodowy
- 1 strażnica KOP „Zbrzyż” - plut. Kazimierz Lenarczyk[12]
- 2 strażnica KOP „Skała” - st. sierż. Cwojdziński[12]
- 3 strażnica KOP „Bereżanka” - plut. Józef Nowak[12]

## Dowódcy kompanii
- kpt. Marian Tomaszewski (był 30 VIII 1928 − był 10 XII 1928 → oficer wywiadowczy batalionu)[15]
- por./kpt. Karol Różycki (był 30 IV 1929 − 24 III 1931 → przeniesiony do 3 pp Leg)[15]
- kpt. Zbigniew Adwent (22 III 1931 −)[15]
- kpt. / mjr Jan Światłowski (do III 1934)
- kpt. Jan Zgrzebnicki (22 III 1934 −)[15]
- kpt. Stefan Kożan[g] (- 1939)
- por. Jan Nowosad (1939)